# Grub (Burgthann)

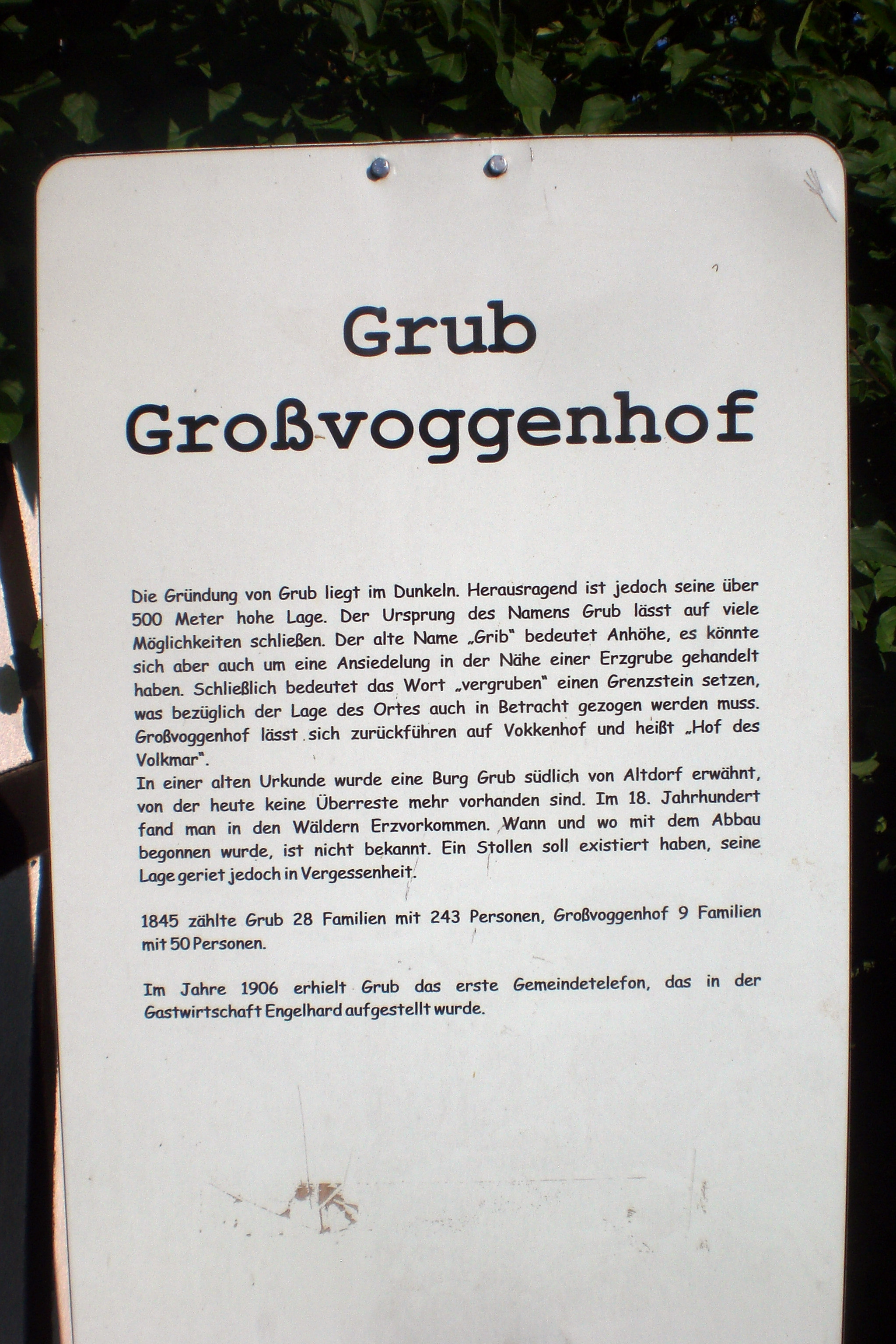
Tafel in Grub (2024)

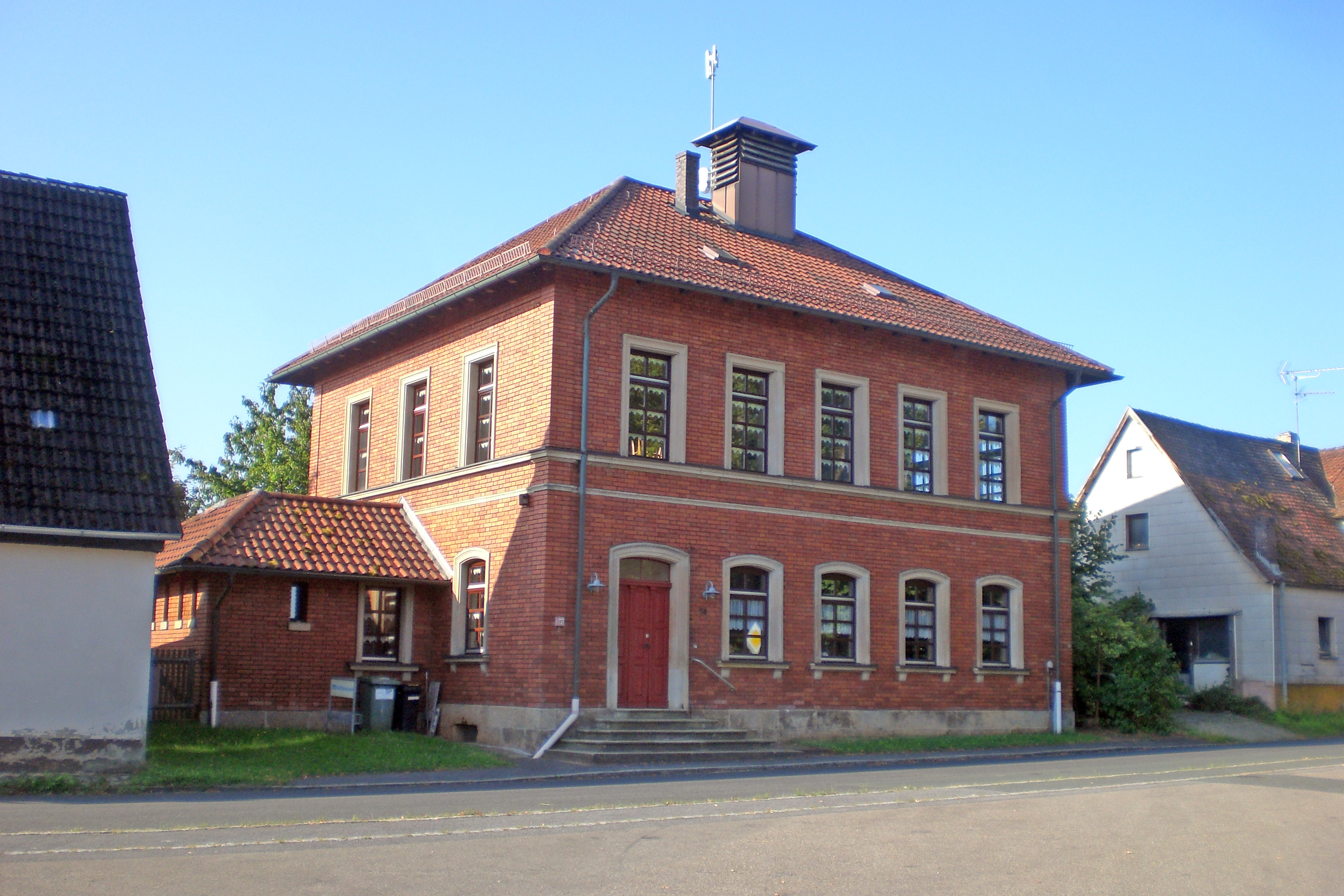
Schulhaus in Grub (2024)

Grub ([ɡʁuːp] ) ist ein Gemeindeteil der Gemeinde Burgthann im Landkreis Nürnberger Land (Mittelfranken, Bayern). Die Gemarkung Grub hat eine Fläche von 5,080 km². Sie ist in 1554 Flurstücke aufgeteilt, die eine durchschnittliche Flurstücksfläche von 3269,15 m² haben. In ihr liegt neben dem namensgebenden Ort der Gemeindeteil Großvoggenhof.

## Lage
Beim Dorf entspringen der Kettenbach und der Gruberbach, beides linke Zuflüsse der Schwarzach. Eine Gemeindeverbindungsstraße führt zur Staatsstraße 2401 (1,7 km nördlich) bzw. nach Kettenbach (3,1 km östlich). Weitere Gemeindeverbindungsstraßen führen nach Gspannberg (1,3 km nördlich), nach Großvoggenhof (0,7 km südöstlich) und nach Ezelsdorf (2,1 km südwestlich).

## Geschichte
Mit dem Gemeindeedikt (frühes 19. Jahrhundert) wurde Grub dem Steuerdistrikt Ezelsdorf zugewiesen. Zugleich entstand die Ruralgemeinde Grub, zu der Großvoggenhof gehörte. Sie unterstand in Verwaltung und Gerichtsbarkeit dem Landgericht Altdorf. Im Zuge der Gebietsreform in Bayern wurde die Gemeinde am 1. Januar 1972 nach Burgthann eingegliedert.

### Einwohnerentwicklung
| Jahr          | 1910 | 1933 | 1939 | 2013 | 2017 |
| Einwohnerzahl | 268  | 257  | 237  | 585  | 612  |

## Ehemaliges Baudenkmal
- Dorfstraße 27: Wohnstallhaus